# Eusebio Zarza

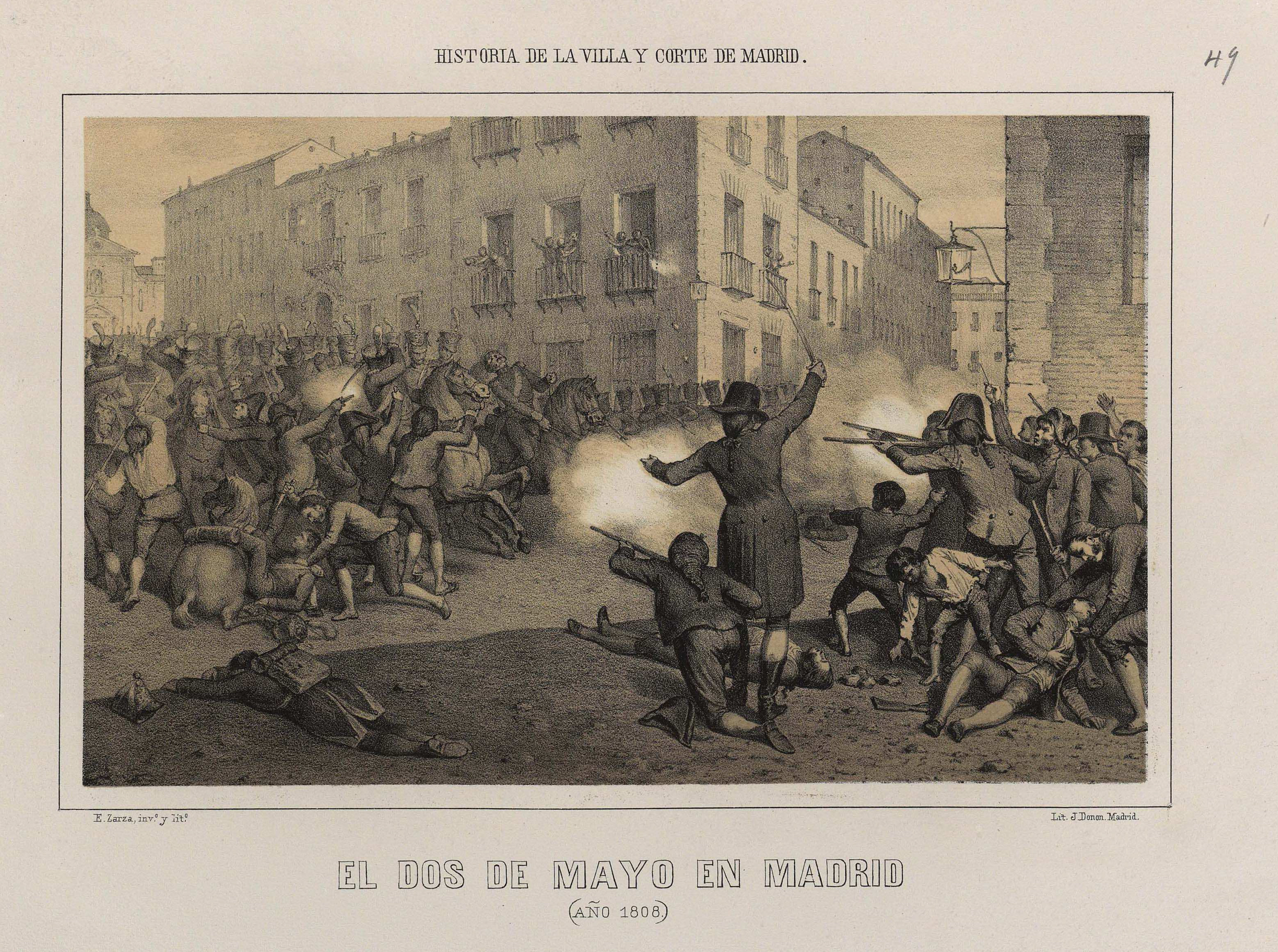
«El dos de mayo en Madrid (año 1808)».

Eusebio Zarza (fl. 1842-1881) fue un pintor, ilustrador, dibujante y litógrafo español.

## Biografía

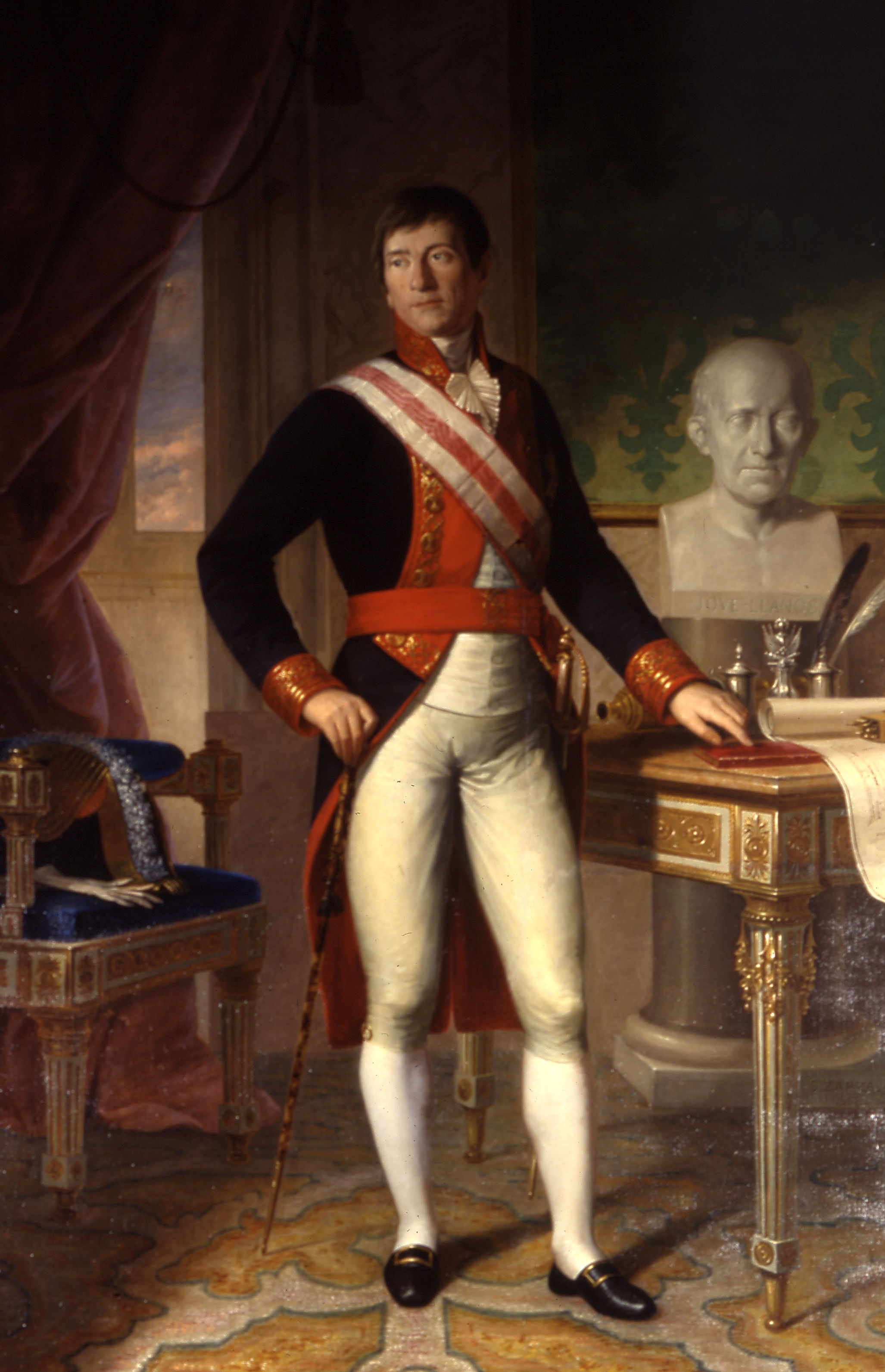
Fernando Casado de Torres (1856), óleo sobre lienzo 225 x 165 cm, Museo Naval de Madrid.

Natural de Madrid, fue discípulo de la Real Academia de San Fernando. La Biblioteca Nacional de España delimita su periodo de actividad entre 1842 y 1882. En la Exposición Nacional de 1856 presentó La purísima Concepción de Nuestra Señora y La Sacra Familia descansando en Egipto, obteniendo mención honorífica. En la de 1858 expuso el Retrato de cuerpo entero y tamaño natural del Sr. Fernando Casado de Torres. Ese mismo año hizo oposición a una plaza de profesor de dibujo en la Real Academia de San Fernando.
Dedicado preferentemente al dibujo para grabar en madera y a la litografía, ilustró diversas publicaciones periódicas como Museo de las Familias, Semanario Pintoresco Español, La Ilustración, La Aurora de la Vida, El Arte en España y La Lectura para Todos; u obras como Iconografía española, Historia de las órdenes de caballería, El panorama español, Historia de Madrid, Álbum de la guerra de África, Historias de Azara, Recuerdos y bellezas de España, Galería régia, Historia de las armas de infantería y caballería, La Sagrada Biblia, Los españoles pintados por sí mismos, y novelas como El cocinero de S. M., La maldición de Dios, El caballero relámpago, Rienzi, El duente de la córte, La condesa de Charni o Las mil y una noches, entre otras.